# Fleetwood Town Football Club 2014-2015
Questa voce raccoglie le informazioni riguardanti il Fleetwood Town Football Club nelle competizioni ufficiali della stagione 2014-2015.

## Maglie e sponsor
| Casa | Trasferta | Terza divisa |

## Rosa
| N. |                             | Ruolo | Calciatore        |
| -- | --------------------------- | ----- | ----------------- |
| 1  | Inghilterra (bandiera)      | P     | Scott Davies      |
| 2  | Irlanda del Nord (bandiera) | D     | Conor McLaughlin  |
| 3  | Inghilterra (bandiera)      | D     | Danny Andrews     |
| 4  | Scozia (bandiera)           | C     | Stewart Murdoch   |
| 5  | Inghilterra (bandiera)      | D     | Mark Roberts      |
| 6  | Inghilterra (bandiera)      | D     | Nathan Pond       |
| 7  | Inghilterra (bandiera)      | A     | Gareth Evans      |
| 8  | Inghilterra (bandiera)      | C     | Steven Schumacher |
| 10 | Inghilterra (bandiera)      | A     | Jamille Matt      |
| 11 | Irlanda del Nord (bandiera) | C     | Jeff Hughes       |
| 12 | Inghilterra (bandiera)      | C     | Josh Morris       |

| N. |                        | Ruolo | Calciatore      |
| -- | ---------------------- | ----- | --------------- |
| 14 | Inghilterra (bandiera) | D     | Liam Hogan      |
| 17 | Inghilterra (bandiera) | C     | Matty Blair     |
| 18 | Inghilterra (bandiera) | C     | Antoni Sarcevic |
| 19 | Inghilterra (bandiera) | A     | Jamie Proctor   |
| 20 | Irlanda (bandiera)     | A     | Liam Mcalinden  |
| 23 | Inghilterra (bandiera) | A     | David Ball      |
| 24 | Inghilterra (bandiera) | C     | Keith Southern  |
| 25 | Inghilterra (bandiera) | D     | Stephen Jordan  |
| 27 | Inghilterra (bandiera) | D     | Nick Haugton    |
| 28 | Galles (bandiera)      | P     | Chris Maxwell   |
| 33 | Scozia (bandiera)      | D     | Stephen Crainey |

## Risultati

### Football League One
| Arbitro: | Heywood |

|  |           |             |
|  | Marcatori | 45’ Proctor |

| Arbitro: | Clark |

|            |           |               |
| Dobbie 83’ | Marcatori | 34’ Henderson |

| Arbitro: | Malone |

|            |           |  |
| McLeod 78’ | Marcatori |  |

| Arbitro: | Kevin Johnson |

|                   |           |  |
| Dobbie 80’ (rig.) | Marcatori |  |

| Arbitro: | Ilderton |

|                      |           |                           |
| Garner 60’, 63’, 79’ | Marcatori | 1’ Jordan 7’ (aut.) Laird |

| Arbitro: | Harrington |

|              |           |  |
| Hitchcock 3’ | Marcatori |  |

| Arbitro: | Graham |

|  |           |           |
|  | Marcatori | 46’ Evans |

| Arbitro: | Stockbridge |

|              |           |  |
| Sarcevic 43’ | Marcatori |  |

| Arbitro: | Webb |

|                        |           |              |
| McAlinden 25’ Ball 62’ | Marcatori | 11’ Thompson |

| Arbitro: | Madley |

|          |           |            |
| Ball 85’ | Marcatori | 9’ Johnson |

| Arbitro: | Malone |

|  |           |           |
|  | Marcatori | 18’ Evans |

| Arbitro: | Hill |

|                |           |                        |
| O'Connor 90+4’ | Marcatori | 17’ Morris 26’ Roberts |